# Eugnesia suffusa
Eugnesia suffusa là một loài bướm đêm trong họ Geometridae.